# Primera B de Chile 1999
El Campeonato Nacional de Primera B de 1999 fue el 49° torneo disputado de la segunda categoría del fútbol profesional de Chile.
El campeón del torneo fue Unión Española, que logró ascender a la Primera División, en compañía del subcampeón Santiago Wanderers.
Everton y Provincial Osorno también ascendieron a la máxima categoría, por la vía de la Liguilla de Promoción, tras vencer a Cobresal y Deportes Iquique, respectivamente.
En el torneo participaron 15 equipos (debido a la suspensión de Deportes Temuco), que jugaron en 2 fases, la primera en una fase grupal y la segunda en dos rondas en un sistema de todos-contra-todos.

## Movimientos divisionales
| Pos | a Primera División 1999                  |
| --- | ---------------------------------------- |
| 1º  | Cobresal (Campeón)                       |
| 2º  | O'Higgins                                |
| 3º  | Santiago Morning (Liguilla de Promoción) |

| Pos | desde Tercera División de Chile 1998 |
| --- | ------------------------------------ |
| 1º  | Colchagua                            |

| Pos | Descendido desde Primera División 1998    |
| --- | ----------------------------------------- |
| 1º  | Provincial Osorno (Liguilla de Promoción) |
| 2º  | Santiago Wanderers                        |
| 3º  | Deportes Temuco                           |

| Pos | Descendido a Tercera División de Chile 1999 |
| --- | ------------------------------------------- |
| 1º  | Regional Atacama                            |

| Pos | Abandono de la Competencia. |
| --- | --------------------------- |
| 1º  | Deportes Temuco             |

## Equipos participantes
| Equipo                    | Ciudad                           |
| ------------------------- | -------------------------------- |
| Colchagua                 | San Fernando                     |
| Deportes Antofagasta      | Antofagasta                      |
| Deportes Arica            | Arica                            |
| Deportes Linares          | Linares                          |
| Deportes Melipilla        | Melipilla                        |
| Deportes Ovalle           | Ovalle                           |
| Deportes Temuco (Receso)  | Temuco                           |
| Everton                   | Viña del Mar                     |
| Fernández Vial            | Concepción                       |
| Magallanes                | San Bernardo, Santiago de Chile  |
| Ñublense                  | Chillán                          |
| Provincial Osorno         | Osorno                           |
| Santiago Wanderers        | Valparaíso                       |
| Unión Española            | Independencia, Santiago de Chile |
| Unión San Felipe          | San Felipe                       |
| Universidad de Concepción | Concepción                       |

## Primera fase
En esta fase, los 15 equipos se dividieron en un grupo de 8 equipos y otro de 7 equipos, cuyo puntaje obtenido se divide por 2, para obtener el puntaje con el que arrancarán en la Segunda Fase.

### Zona norte
| Pos. | Equipo               | Pts. | PJ | G | E | P | GF | GC | Dif. |  |
| ---- | -------------------- | ---- | -- | - | - | - | -- | -- | ---- |  |
| 1    | Everton              | 28   | 14 | 8 | 4 | 2 | 19 | 11 | +8   |  |
| 2    | Magallanes           | 24   | 14 | 7 | 3 | 4 | 22 | 13 | +9   |  |
| 3    | Santiago Wanderers   | 24   | 14 | 7 | 3 | 4 | 23 | 15 | +8   |  |
| 4    | Deportes Arica       | 19   | 14 | 5 | 4 | 5 | 14 | 19 | −5   |  |
| 5    | Deportes Melipilla   | 18   | 14 | 5 | 3 | 6 | 20 | 17 | +3   |  |
| 6    | Deportes Ovalle      | 16   | 14 | 4 | 4 | 6 | 9  | 17 | −8   |  |
| 7    | Unión San Felipe     | 14   | 14 | 3 | 5 | 6 | 13 | 16 | −3   |  |
| 8    | Deportes Antofagasta | 10   | 14 | 2 | 4 | 8 | 16 | 28 | −12  |  |

Actualizado a los partidos jugados el fecha desconocida.
 Fuente: [cita requerida]

### Zona Sur
| Pos | Equipo                    | PJ | G | E | P | GF | GC | DIF | Pts |
| --- | ------------------------- | -- | - | - | - | -- | -- | --- | --- |
| 1   | Unión Española            | 12 | 7 | 3 | 2 | 26 | 14 | 12  | 24  |
| 2   | Colchagua                 | 12 | 5 | 3 | 4 | 19 | 17 | 2   | 18  |
| 3   | Provincial Osorno         | 12 | 5 | 3 | 4 | 24 | 24 | 0   | 18  |
| 4   | Universidad de Concepción | 12 | 4 | 5 | 3 | 24 | 21 | 3   | 17  |
| 5   | Fernández Vial            | 12 | 4 | 4 | 4 | 15 | 9  | 6   | 16  |
| 6   | Ñublense                  | 12 | 3 | 3 | 6 | 19 | 21 | -2  | 12  |
| 7   | Deportes Linares          | 12 | 2 | 3 | 7 | 8  | 29 | -21 | 9   |

## Segunda fase
En esta fase, los 15 clubes jugaron dos rondas en un sistema de todos-contra-todos, con una fecha libre por rueda para cada equipo y usando los puntos que recibieron de bonificación, por su puntaje en la Fase Zonal.
| Pos | Equipo                    | PJ | PG | PE | PP | GF | GC | Dif | Bonif | Pts |
| --- | ------------------------- | -- | -- | -- | -- | -- | -- | --- | ----- | --- |
| 1   | Unión Española            | 28 | 16 | 8  | 4  | 56 | 26 | 30  | 14    | 70  |
| 2   | Santiago Wanderers        | 28 | 16 | 8  | 4  | 48 | 22 | 26  | 12    | 68  |
| 3   | Everton                   | 28 | 16 | 6  | 6  | 40 | 26 | 14  | 14    | 68  |
| 4   | Provincial Osorno         | 28 | 14 | 4  | 10 | 45 | 36 | 9   | 10    | 56  |
| 5   | Deportes Ovalle           | 28 | 12 | 7  | 9  | 43 | 32 | 11  | 8     | 51  |
| 6   | Deportes Arica            | 28 | 11 | 6  | 11 | 35 | 41 | -6  | 10    | 49  |
| 7   | Deportes Antofagasta      | 28 | 12 | 9  | 9  | 36 | 34 | 2   | 5     | 48  |
| 8   | Deportes Melipilla        | 28 | 10 | 8  | 10 | 45 | 36 | 9   | 9     | 47  |
| 9   | Universidad de Concepción | 28 | 10 | 5  | 13 | 42 | 43 | -1  | 10    | 45  |
| 10  | Fernández Vial            | 28 | 8  | 10 | 10 | 28 | 38 | -10 | 9     | 43  |
| 11  | Magallanes                | 28 | 8  | 6  | 14 | 30 | 45 | -15 | 12    | 42  |
| 12  | Ñublense                  | 28 | 8  | 5  | 15 | 28 | 46 | -24 | 7     | 36  |
| 13  | Deportes Linares          | 28 | 7  | 9  | 12 | 35 | 42 | -7  | 5     | 35  |
| 14  | Unión San Felipe          | 28 | 6  | 9  | 13 | 31 | 47 | -16 | 7     | 34  |
| 15  | Colchagua                 | 28 | 4  | 6  | 18 | 27 | 55 | -52 | 10    | 28  |

PJ=Partidos jugados; PG=Partidos ganados; PE=Partidos empatados; PP=Partidos perdidos; GF=Goles a favor; GC=Goles en contra; Dif=Diferencia de gol; Pts=Puntos; Bonif = Puntos de bonificación
|  | Campeón. Asciende a la Primera División    |
|  | Subcampeón. Asciende a la Primera División |
|  | Jugará la Liguilla de Promoción            |
|  | Desciende a la Tercera División            |

|                             |
| Campeón Unión Española      |
| Asciende a Primera División |

## Liguilla de Promoción
Clasificaron a la Liguilla de Promoción, los equipos que se ubicaron en 3° y 4° lugar de la Primera B (Everton y Provincial Osorno), con los equipos que se ubicaron en 13° y 14° lugar de la Primera División (Cobresal y Deportes Iquique). Se agrupó a los equipos en dos llaves, el 3° de la B con el 14° de Primera y el 4° de la B con el 13° de Primera. El que ganase las llaves jugaría en Primera en 2000. 
Provincial Osorno perdió la categoría el año anterior, precisamente en la Liguilla de Promoción ante Santiago Morning y la recupera al año siguiente en la misma liguilla, pero esta vez teniendo a Cobresal como su rival. Los osorninos tuvieron una llave fácil, ganando los 2 partidos y enviaron a los nortinos al descenso, un año después de haber logrado el ascenso.   
Everton logró el regreso a la máxima categoría, luego de 4 años en el ascenso, superando en los 2 partidos de la otra llave a Deportes Iquique, equipo que en el Torneo de Clausura de la Primera B de hace 2 años, le robó la posibilidad de ascender a la Primera División. Los viñamarinos no tuvieron piedad con los iquiqueños, quienes luego de un año complicado en lo deportivo y económico, afrontaron los partidos de la Liguilla con un plantel casi exclusivamente compuesto por juveniles, ya que habían finiquitado a la mayoría de sus jugadores profesionales, tras no poder afrontar el pago de las remuneraciones de estos. Everton se aprovechó de la crisis de Iquique y ascendió con un marcador global de 2:0, poniendo fin a 2 años de estadía de Iquique en la Primera División.
Primera llave
| 19 de diciembre de 1999 | Provincial Osorno                    | 4:3 (1:1) | Cobresal                     | Estadio Parque Schott, Osorno |                            |
|                         | Muñoz 41' · Olea 65', 66' · Soto 83' |           | 24', 69' Retamal · 59' Nuñez | Árbitro(s): Eduardo Gamboa    | Árbitro(s): Eduardo Gamboa |

| 22 de diciembre de 1999                                                                                | Cobresal                  | 2:3 (1:1) (Global 5:7) | Provincial Osorno               | Estadio El Cobre, El Salvador |                          |
| | Cisternas 15' · Nuñez 70' |                        | 45' Olea · 51' Díaz · 60' Muñoz | Árbitro(s): Rubén Selman      | Árbitro(s): Rubén Selman |
| Provincial Osorno asciende a la Primera División y Cobresal desciende a la Primera B, para el año 2000 |                           |                        |                                 |                               |                          |

Segunda llave
| 19 de diciembre de 1999 | Everton  | 1:0 (1:0) | Deportes Iquique | Estadio Sausalito, Viña del Mar |                           |
|                         | Riep 30' |           |                  | Árbitro(s): Mario Sánchez       | Árbitro(s): Mario Sánchez |

| 22 de diciembre de 1999                                                                               | Deportes Iquique | 0:1 (0:1) (Global 0:2) | Everton    | Estadio Tierra de Campeones, Iquique |                             |
| |                  |                        | 7' Pereyra | Árbitro(s): Christian Lemus          | Árbitro(s): Christian Lemus |
| Everton asciende a la Primera División y Deportes Iquique desciende a la Primera B, para el año 2000. |                  |                        |            |                                      |                             |

## Goleadores
| Jugador          | Jugador          | Goles | Equipo                    |
| ---------------- | ---------------- | ----- | ------------------------- |
| Bandera de Chile | Marco Olea       | 22    | Provincial Osorno         |
| Bandera de Chile | Ricardo Queraltó | 21    | Unión Española            |
| Bandera de Chile | Julio Gutiérrez  | 20    | Unión Española            |
| Bandera de Chile | Andrés Roldán    | 18    | Universidad de Concepción |
| Bandera de Chile | Leonardo Salazar | 18    | Colchagua                 |